# Abadía de San Martín del Canigó
La abadía de San Martín de Canigó, consagrada en honor a san Martín de Tours, está situada en Francia, en lo alto de la pequeña villa de Casteil, en la comarca del Conflent, departamento de los Pirineos Orientales, región de  Occitania, alzándose tras de un pico rocoso, a 1055 metros de altura, del macizo del Canigó.

## Historia
La parte oriental de las iglesias superpuestas sería el resultado de la primera serie de las obras (consagradas en 1009 por el abad Oliba, hermano de Wifredo II y abad de los monasterios de San Miguel de Cuixá y Santa María de Ripoll), mientras que la parte occidental se construiría después (consagración 1014 o 1026 los documentos no coinciden). Esto explicaría la división en dos partes del plano de la iglesia alta. Wifredo II de Cerdaña fue el fundador de la abadía, y aunque fue enterrado en ella en la actualidad solo se conserva la tumba cavada en la roca. Las donaciones de los condes de Cerdaña impulsan, rápidamente, el crecimiento de la abadía que se convierte en uno de los principales monasterios de la región, rivalizando con el de San Miguel de Cuixá y de Arlés. La iglesia fue consagrada en 1009. Los capiteles del claustro datan del siglo XII y del siglo XIII. En 1483, un terremoto destruyó el monasterio.
De 1902 a 1932 monseñor Carsalade du Pont, obispo de Perpiñán, recogió las ruinas y todos los elementos dispersos por la región y empezó la reconstrucción de la abadía. De 1952 a 1983, Dom Bernard de Chabannes acabó la restauración y restableció la vida espiritual de la misma.
Hasta 1987 habitaban el monasterio el benedictino Bernard de Chabannes junto a voluntarios que realizaban el mantenimiento del monasterio. Ese año el obispo de Perpiñán cedió el monasterio a una comunidad religiosa católica llamada en aquellos momentos "la comunidad del León de Judá y del cordero inmolado" que posteriormente cambió su nombre a "las beatitudes" contrariando así el deseo de su restaurador de volver a ver una comunidad de benedictinos en el lugar como sí ocurrió en San Miguel de Cuixá.